# Burton’s Biscuit Company
Die Burton’s Biscuit Company, geführt von der 2007 gegründeten Mutterfirma Burton’s Holdings Ltd., ist ein britischer Feingebäckhersteller mit Hauptsitz in St Albans und Zweigsitz in Blackpool. Die drei Hauptproduktionsbetriebe befinden sich in Llantarnam (Wales), Edinburgh (Schottland) und Blackpool (England), eine Schokoladenraffinerie in Moreton nahe Liverpool und die Distributionszentrale in Liverpool.

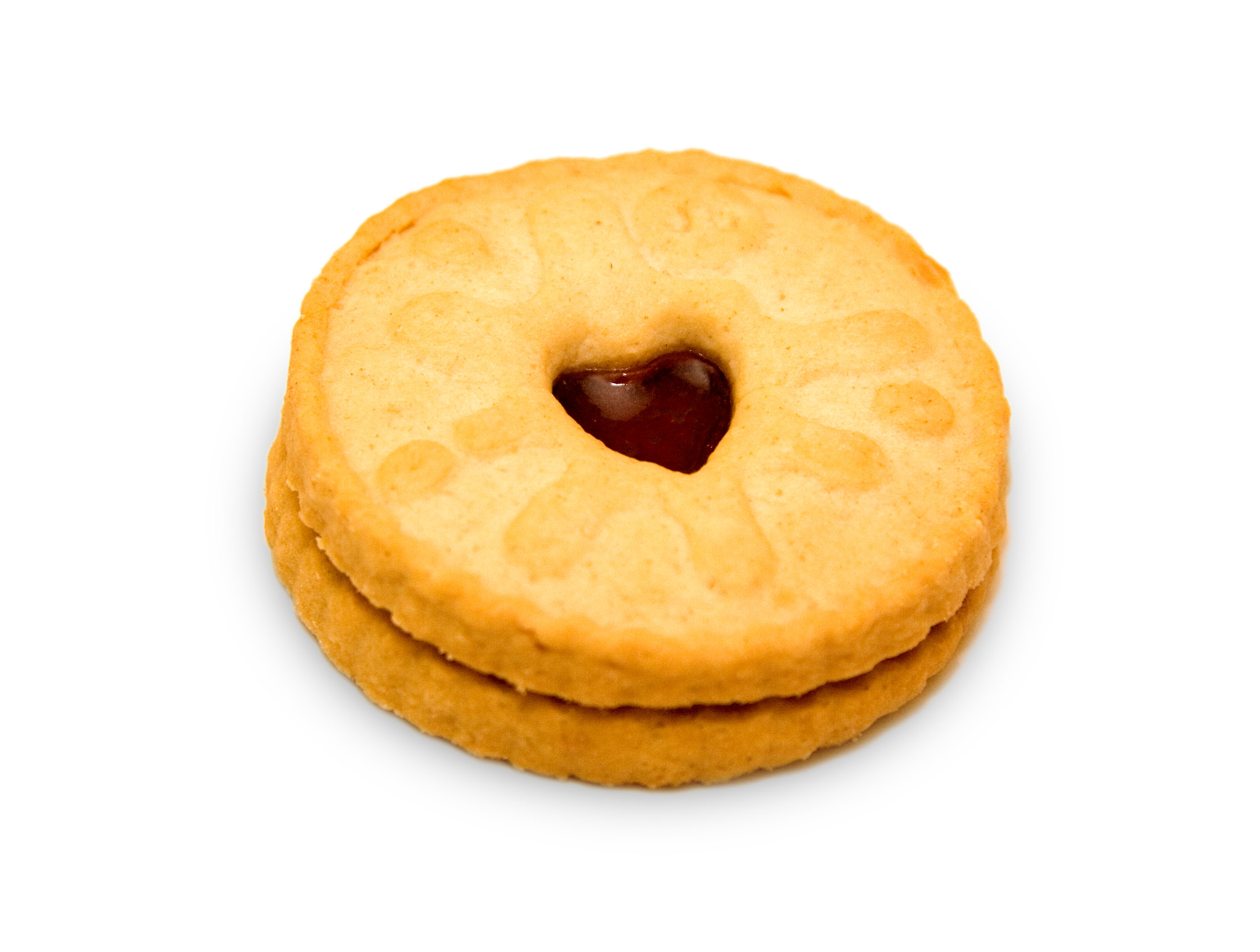
Jammie Dodger

Die wichtigsten Markenfamilien von Burton’s sind Cadbury (in Lizenz hergestellt für Cadbury plc), Maryland, Dodgers, Wagon Wheels und Lyons. Darüber hinaus produziert Burton’s auch für Eigenmarken des Handels.

## Geschichte

Einfahrt der Fabrik in Llantarnam

Das Unternehmen führt seine Geschichte zurück auf George Burton (* 1829 in Leek), der Mitte des 19. Jahrhunderts in Blackpool erstmals Biscuits gebacken hat. Die Produkte des rasch wachsenden Geschäfts wurden in der Folge mehrfach international mit Preisen ausgezeichnet. George Burtons Enkel Joseph Burton gründete 1935 das Familienunternehmen Burton’s Gold Medal Biscuits. In Slough wurden bis in die 1980er Jahre auch Kartoffelchips und andere Snacks produziert, dieser Zweig wurde wegen gesunkener Umsätze jedoch eingestellt. Bis zum Jahr 2000 war Associated British Foods rund fünf Jahrzehnte an Burton’s beteiligt, veräußerte seinen Anteil dann an das US-amerikanische Wagniskapitalunternehmen Hicks, Muse, Tate & Furst.
Das heutige Unternehmen entstand im Jahr 2000 durch die Fusion der Horizon Biscuit Company Ltd. mit Burton’s Gold Medal Biscuits zu Burton’s Food Ltd., dem zweitgrößten Biscuithersteller Großbritanniens. 2007 ging das Unternehmen in die Hände des britischen Investmentunternehmens Duke Street Capital über, die im September 2009 die Mehrheit der Anteile an die Canadian Imperial Bank of Commerce und Apollo Global Management verkauften. Im November 2011 benannte sich das Unternehmen in Burton’s Biscuit Company um. Seit November 2013 war Burton’s in Besitz des kanadischen Pensionsfonds Ontario Teachers’ Pension Plan. Im August 2016 erwarb Mondelēz International von Burton’s für 200 Millionen £ die Lizenz zum weltweiten Vertrieb der Cadbury-Biscuits (Cadbury plc war seit 2010 eine Tochter des Konzerns Kraft Foods, aus dem 2012 Mondelēz International abgespalten und neuer Besitzer von Cadbury geworden war).
Im Juni 2021 wurde Burton’s von der zur italienischen Ferrero-Gruppe zählenden belgische Finanzholding CTH übernommen.